# Synagogue de Versailles

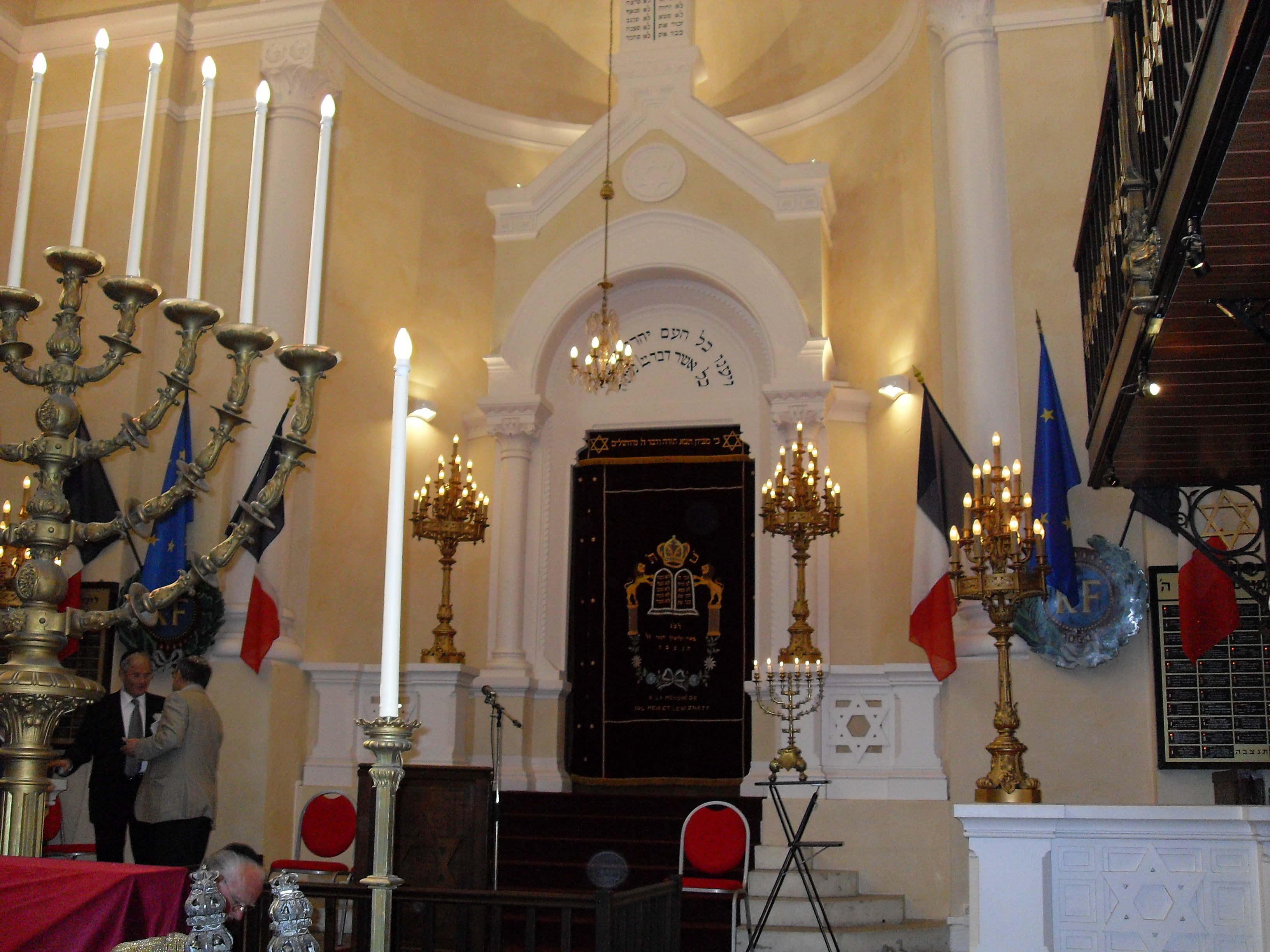
Le chœur de la synagogue, au centre l'Arche sainte.

La synagogue de Versailles se trouve au 10, rue Albert Joly à Versailles dans les Yvelines. C'est l’une des plus anciennes d'Île-de-France. Construite entre 1884 et 1886 par l'architecte Alfred-Philibert Aldrophe (1834 -1895), elle fut inaugurée le 22 septembre 1886. Elle est inscrite au titre des monuments historiques depuis janvier 2010.

## Description
Du point de vue architectural, il s'agit d'une synagogue ashkénaze, de style roman (fenêtres géminées, façade massive avec contreforts) enjolivé de fioritures byzantines. Il y a une volonté de faire un édifice imposant, monumental, sur le fronton duquel est ostensiblement déployé un grand sefer torah de pierre. À cette époque la communauté juive abandonne le comportement discret qu'elle avait jusque-là pour s'afficher clairement dans la cité.
La façade du bâtiment est orientée vers le nord et ne reçoit jamais le soleil, aucun des vitraux ne donne vers le sud qui est un mur borgne. En général les synagogues sont plutôt orientées ouest-est.
Au-dessus du portail sont gravés en hébreu les versets bibliques :
« Béni sois-tu lors de ton entrée et béni sois-tu lors de ta sortie » (Deutéronome 28,6)
« Allons en émoi dans la maison de D.ieu » (Psaume 55,15)
Et en haut du bâtiment :
« Tu aimeras l'Éternel » (Deutéronome 11,1)
« Tu aimeras ton prochain comme toi-même » (Lévitique 19,18)
Cette synagogue est toujours en activité  néanmoins, elle est maintenant de rite séfarade et la communauté actuelle est principalement originaire du Maroc. Le grand-père de l'anthropologue et ethnologue Claude Lévi-Strauss a été le rabbin de cette synagogue.
Il est possible de la visiter lors de certaines occasions où elle est ouverte au public comme les journées du patrimoine ou la Journée nationale du souvenir des victimes et des héros de la déportation, qui a lieu chaque année le dernier dimanche d'avril.
À gauche de la synagogue se trouve la maison du rabbin, comportant également au rez-de-chaussée un petit oratoire dont on peut voir les vitraux de la rue.
En mai 2013, une stèle a été offerte par la ville de Versailles pour célébrer le 90e anniversaire de la promesse des EEIF (Éclaireurs israélites de France).

## Le cimetière israélite de Versailles

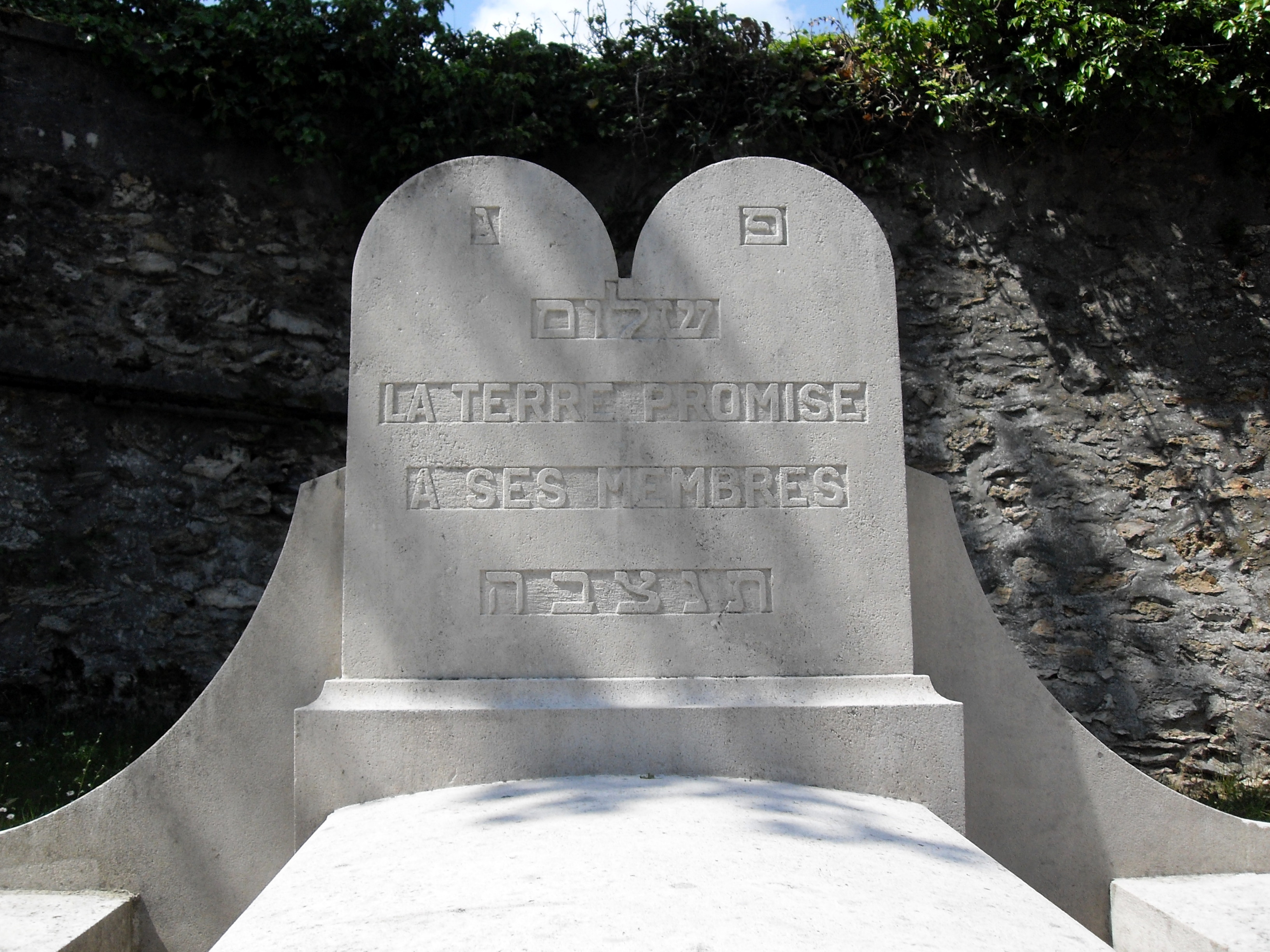
Tombe israélite dans le cimetière des Gonards à Versailles.

Le cimetière israélite de Versailles se trouve dans le même quartier que la synagogue (Versailles Rive Droite). Il est disposé en terrasses sur un terrain en pente entouré de verdure, au 3, rue du général Pershing, et compte environ 400 tombes. Ce cimetière qui a été autorisé par le roi Louis XVI en 1788, est un des rares cimetières juifs datant d'avant la Révolution. La plupart datent du XIXe siècle.
Il existe également un carré juif à l'angle sud-ouest du cimetière des Gonards (cantons « L sud » et « L ouest »). On y trouve en particulier une sépulture portant l'inscription « LA TERRE PROMISE À SES MEMBRES ». « La Terre Promise » est une Société de prévoyance israélite de Paris fondée en 1854, sous le Second Empire et qui s'est réunie jusqu'en 1970, dont la vocation était de rendre les derniers honneurs et d'assurer une digne sépulture aux pauvres, pour leur éviter de finir dans la fosse commune. Elle comptait plusieurs centaines de membres qui payaient à l'origine une cotisation annuelle de 15 francs.